# Alexander Balus

Alexander Balus (HWV 65) est un oratorio en trois actes de Georg Friedrich Haendel sur un livret de Thomas Morell, l'argument étant tiré du Premier Livre des Maccabées (Ancien Testament). Le titre réfère au nom du roi de Syrie de -150 à -145, prétendument Séleucide : Alexandre Ier Balas. 
Cet oratorio est le quatrième d'une série d'inspiration guerrière et le plus souvent biblique, avec l'Occasional Oratorio (1746), Judas Maccabæus (1747) et Joshua (1748), qui ont célébré les victoires de la Maison de Hanovre sur les rébellions jacobites. L'action se déroule depuis les célébrations
des victoires militaires jusqu'à la tragédie finale de caractère plus personnel. La musique d'Alexander Balus a été composée pendant l'été 1747 et la première interprétation publique eut lieu le 23 mars 1748 à Covent Garden. 
Ce 23 mars 1748, en complément de l'oratorio lui-même a probablement eu lieu la première interprétation du Concerto a due cori no 2 en fa majeur (HWV 333).  
En 1754, Haendel reprit la partition et changea en particulier l'affectation du rôle-titre, d'alto à soprano. 

## Rôles

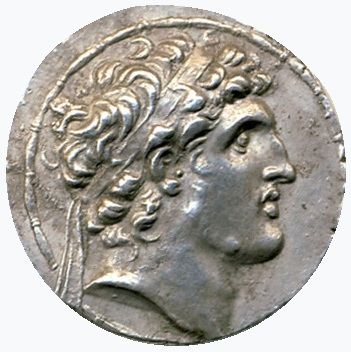
Alexander Balus

| Rôle                                                    | Voix    | Première, 23 mars 1748 |
| ------------------------------------------------------- | ------- | ---------------------- |
| Alexander Balus                                         | alto    | Caterina Galli         |
| Ptolémée, Pharaon égyptien                              | basse   | Henry Reinhold         |
| Jonathan, Chef des Juifs                                | ténor   | Thomas Lowe            |
| Cleopatra Thea, fille de Ptolémée                       | soprano | Signora Casarini       |
| Aspasia, sa confidente                                  | soprano | Signora Sibilla        |
| Un courtisan sycophante                                 | ténor   |                        |
| Un messager                                             | ténor   |                        |
| Un autre messager                                       | basse   |                        |
| Chœur d'Israélites, Chœur d'Asiatiques, Chœur de brutes |         |                        |

## Résumé de l'action

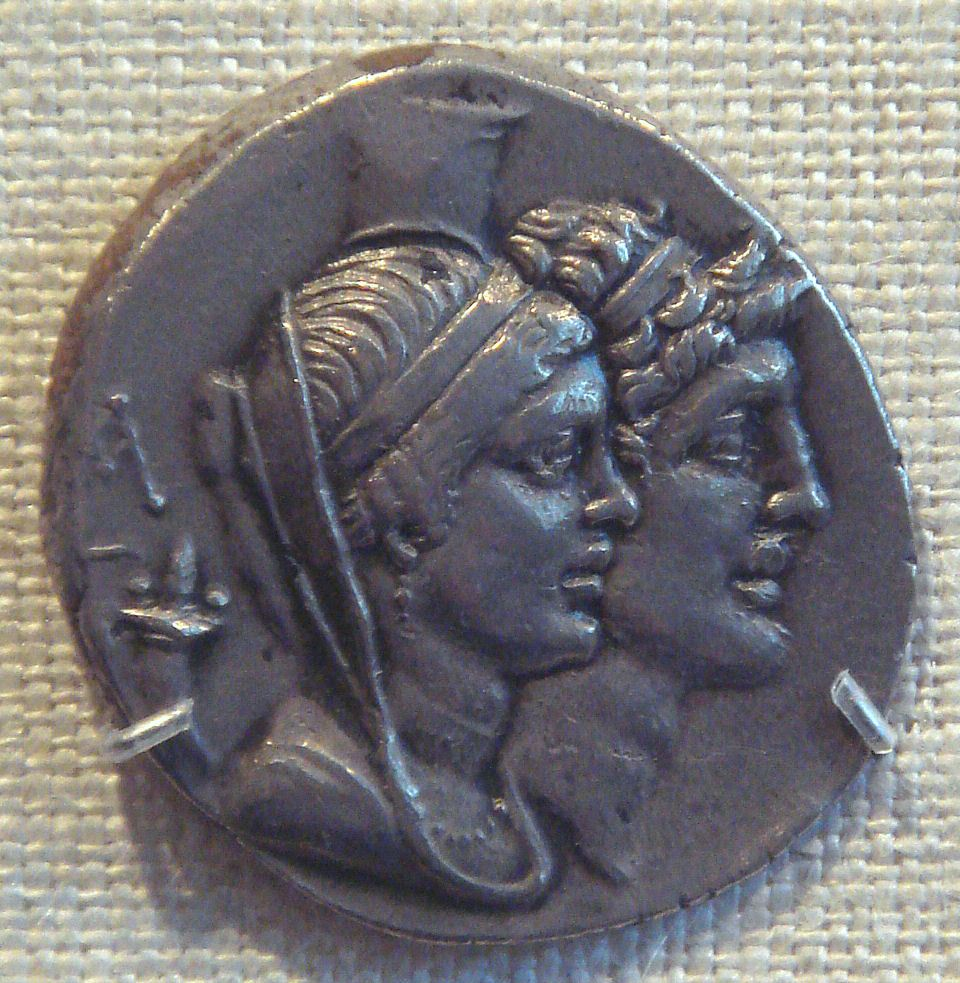
Alexander Balus et Cleopatra Thea

Comme habituellement chez Haendel, l'oratorio commence par une ouverture à la française.

### Acte 1
Alexander Balus s'est assuré le pouvoir sur la Syrie en tuant le roi Demetrius, et s'est allié avec les Juifs et leur chef Jonathan. Le pharaon d'Égypte, Ptolémée, le félicite et célèbre sa victoire en lui accordant la main de sa fille Cleopatra Thea  (à ne pas confondre avec la célèbre Cléopâtre, figure importante de l'opéra à succès Giulio Cesare de 1723). Alexander et Cleopatra s'éprennent l'un de l'autre.  

### Acte 2
Alexander et Cleopatra se marient. Alexander prête l'oreille à un messager qui lui révèle que Jonathan s'apprêterait à le trahir après avoir gagné son amitié. Il s'avère en fait que Ptolémée a organisé le mariage d'Alexander et Cleopatra dans l'unique but de lui usurper son trône et ses possessions. Il prévoit d'envoyer ses troupes en Syrie nuitamment pour enlever et tuer le jeune roi. 

### Acte 3
Cleopatra est enlevée par les sbires à la solde de Ptolémée qui veut la forcer à épouser un autre homme. Pendant la captivité de cette dernière, il veut la contraindre à rompre son union avec Alexander, mais en vain. Alexander s'avance pour la guerre cependant que Jonathan, qui l'assiste, craint le pire, n'ayant pas confiance en la puissance des dieux de la Syrie que révère Alexander. Son intuition s'avère exacte puisqu'il apprend qu'après s'être assuré la victoire lors de  trois batailles, Alexander a été tué, tout comme Ptolémée. Cleopatra se recommande à la déesse Isis et se retire vers des rivages plus paisibles. Quant à Jonathan, évoquant la tragédie qui vient de se dérouler, il reste convaincu qu'elle aurait été évitée si chacun avait reconnu le vrai Dieu, le Dieu d'Israël.